# Per Daniel Lorichs
Per Daniel Lorichs, född 1785 i Stockholm, död 25 oktober 1853 på Rottneby herrgård i Kopparbergs socken, var en svensk militär och landshövding. Han var son till krigsrådet Nils Lorich.
Per Daniel Lorichs blev sergeant vid Sprengtportens regemente, samma år fänrik vid samma regemente, från 1798 vid Göta garde. År 1802 befordrades han till löjtnant vid Göta garde och blev 1808 kapten i armén. 1809 blev Lorichs kapten vid Dalregementet där han 1813 befordrades till major. Han deltog samma år i Dalregementets strider i Norge. 1815 blev han överstelöjtnant vid Dalregementet och 1820 befordrad till överste. Lorichs var 1822–1853 landshövding över Kopparbergs län. Han blev 1829 kommendör av Nordstjärneorden.